# Polička
Polička (deutsch Politschka) ist eine Stadt mit etwa 9000 Einwohnern im Okres Svitavy, Tschechien. Sie liegt 16 km westlich von Svitavy auf 555 m ü. M.

## Geschichte

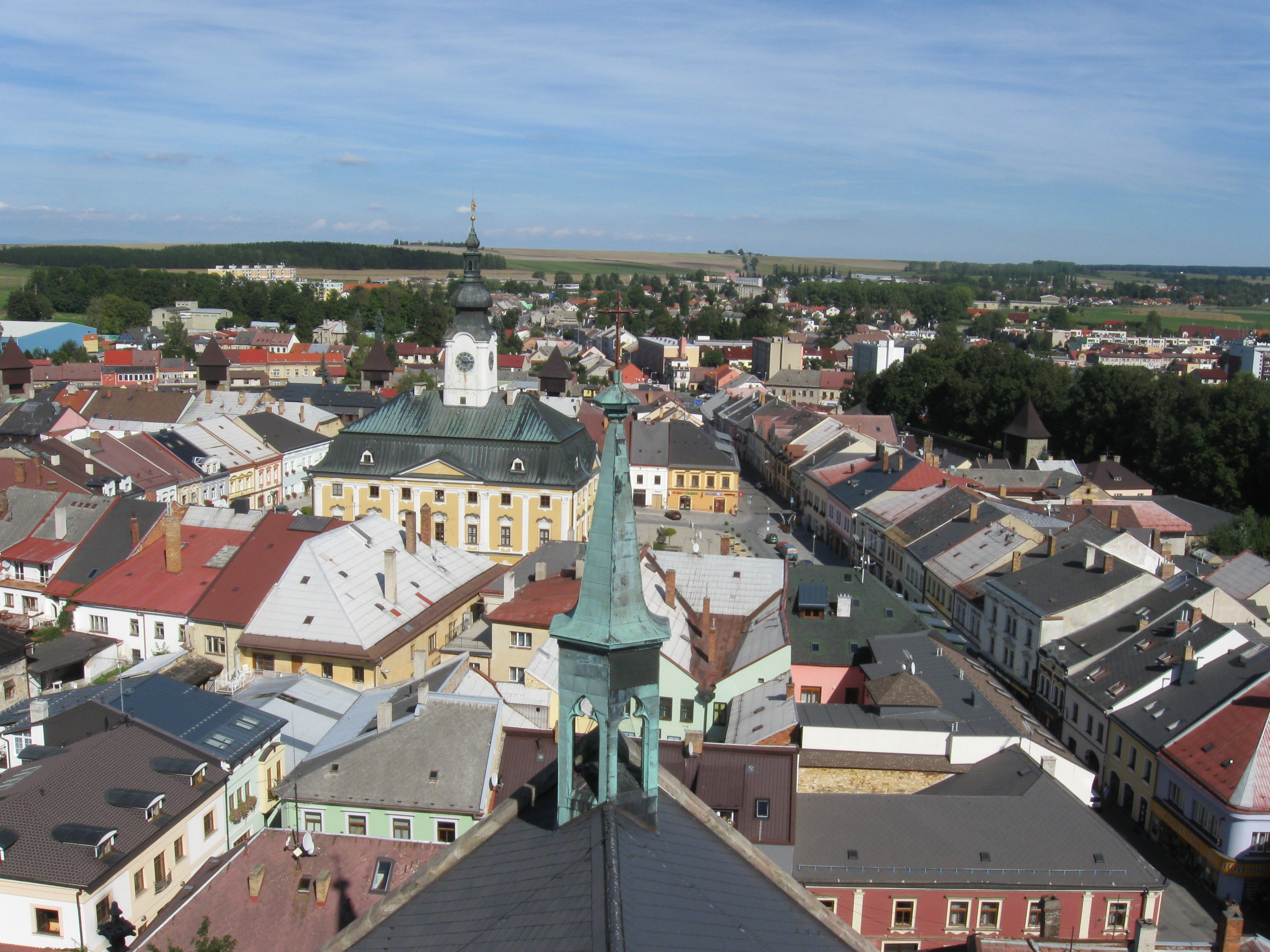
Blick vom Kirchturm

Im 12. Jahrhundert wurde das Gebiet na poličkach (zu den Äckern) erstmals schriftlich erwähnt, als es König Vladislav II. dem Prämonstratenser-Kloster Leitomischl schenkte. Der böhmische König Přemysl Ottokar II. ließ dort 1265 die Königsstadt „Policz“ als Stützpunkt seines Königreiches errichten. Er beauftragte damit den Lokator Konrad von Lewendorf, der die Stadt und einige Jahre zuvor das nach ihm benannte Nachbardorf Lewendorf gründete. Welche die bereits gegründeten und noch zu gründenden Dörfer sind, auf die die Urkunde nächst Lewendorf hinweist, ist unbekannt. Aus geografischer Sicht kommen die Dörfer Baumgarten/Sádek, Steindorf/Kamenec und Ullersdorf/Oldřiš infrage. Konrad von Lewendorf und seine männlichen Nachkommen hatten bis kurz vor 1400 das Richteramt der Stadt inne. Danach verliert sich die Spur des Namens. Seit der Mitte des 14. Jahrhunderts gehörte Politschka zum Chrudimer Kreis.
Über die Herkunft der Siedler herrscht unter den Historikern kein Einvernehmen, wie einem vom Städtischen Museum herausgegebenen Aufsatz zu entnehmen ist. Es werden wahlweise Thüringen, Sachsen und Schlesien als Herkunftsgegenden der späteren Handwerker und Kaufleute der Stadt genannt. Als Indiz dafür wird ausgeführt, dass die Stadt das Magdeburger Recht erhielt. Einige Historiker nennen die Gegend um Cham in der Oberpfalz als Herkunftsort, weil es dort den Ort Löwendorf gibt, woher der Lokator hätte stammen können, und weil in den wenigen aus der Frühzeit der Stadt erhalten gebliebenen Dokumenten Namen wie „Friedl“, „Jandl“, „Michl“, „Nikl“ vorkommen. Dass die Uneinigkeit unter den Historikern herrscht, ist der Tatsache geschuldet, dass es weder schriftliche Zeugnisse der Besiedlung gibt, noch Mundartvergleiche möglich sind, denn die Deutsch sprechende Bevölkerung gab es 160 Jahre nach der Stadtgründung nicht mehr. 1421 eroberten die mit den Hussiten verbündeten Ungarn die Stadt und legten sie in Asche, was im Zuge der Hussitenkriege – wie auch im nahen Zwittau und Leitomischl – das Ende der bis dahin weitgehend deutschen Bevölkerung der Stadt bedeutete.
Die Stadt wählte in ihren Urkunden zunächst die Schreibweise „Politz“, wie beispielsweise auf der Petschaft aus dem Jahre 1362 zu sehen ist. Es kann als sicher angenommen werden, dass die Einwohner ihre Stadt auch so nannten, obwohl der Text der Petschaft in Latein abgefasst ist; mundartlich wurde in den deutschen Nachbardörfern Laubendorf, Riegersdorf, Dittersbach, Schönbrunn, Böhmisch und Mährisch Rothmühl die Stadt bis 1945/1946 „Puletz“ genannt. – Noch im 13. Jahrhundert wurde die Kirche St.-Jakobus-Kirche erbaut. Die mittelalterliche Stadt war von einer Stadtmauer umgeben. Vier Stadttore, das Laubendorfer, das Leitomischler, das Neuschlosser und das Steindorfer Tor führten in das Umland. Die Stadtmauer ist fast vollständig erhalten.
Im Jahre 1307 erhielt die Königswitwe Elisabeth die Stadt als Leibgedinge geschenkt. Fortan nannte sich Politschka „Königliche Stadt“, was ihr in der Folgezeit mannigfache Freiheiten und wirtschaftliche Vorteile einbrachte. In der ersten Hälfte des 14. Jahrhunderts wurden die Straßen gepflastert. In der Mitte des Marktplatzes entstand ein gotisches Rathaus. 1421 belagerten und stürmten die Hussiten unter Jan Žižka die Stadt, und am 19. November 1421 nahmen Truppen des Königs Sigismund Politschka ein. Dabei wurde die Stadt niedergebrannt, etwa 1300 Einwohner wurden massakriert. Von da an gab es eine Tschechisch sprechende Bevölkerungsmehrheit in der wieder aufstrebenden Stadt, und die Deutschen erreichten zu keinem Zeitpunkt mehr einen zweistelligen prozentualen Bevölkerungsanteil.
In der zweiten Hälfte des 16. Jahrhunderts wurde die Stadt im Renaissancestil umgebaut. Aus dieser Zeit ist nur das St.-Michael-Kirchlein westlich der Stadtmauer erhalten. 1613 brannte die Stadt fast völlig aus; während des Dreißigjährigen Krieges wurde Polička nahezu entvölkert, nachdem kaiserliche, schwedische und sächsische Truppen die Stadt heimgesucht hatten.
Im Zuge der Wiederbesiedlung kehrten auch Deutsche in die Stadt zurück, ohne die spätmittelalterliche Stellung wiedererlangen zu können. 1837 wurden die Sprachverhältnisse wie folgt beschrieben: „Die herrschende Sprache ist die böhmische“, doch waren von den Stadtbewohnern „viele der teutschen Sprache kundig“. In den beiden östlich gelegenen, zur Stadt gehörenden Dörfern Riegersdorf und Rothmühl „wird bloß Teutsch gesprochen“.

## Städtepartnerschaften
- Meilen, Schweiz
- Ebes, Ungarn

## Sehenswürdigkeiten

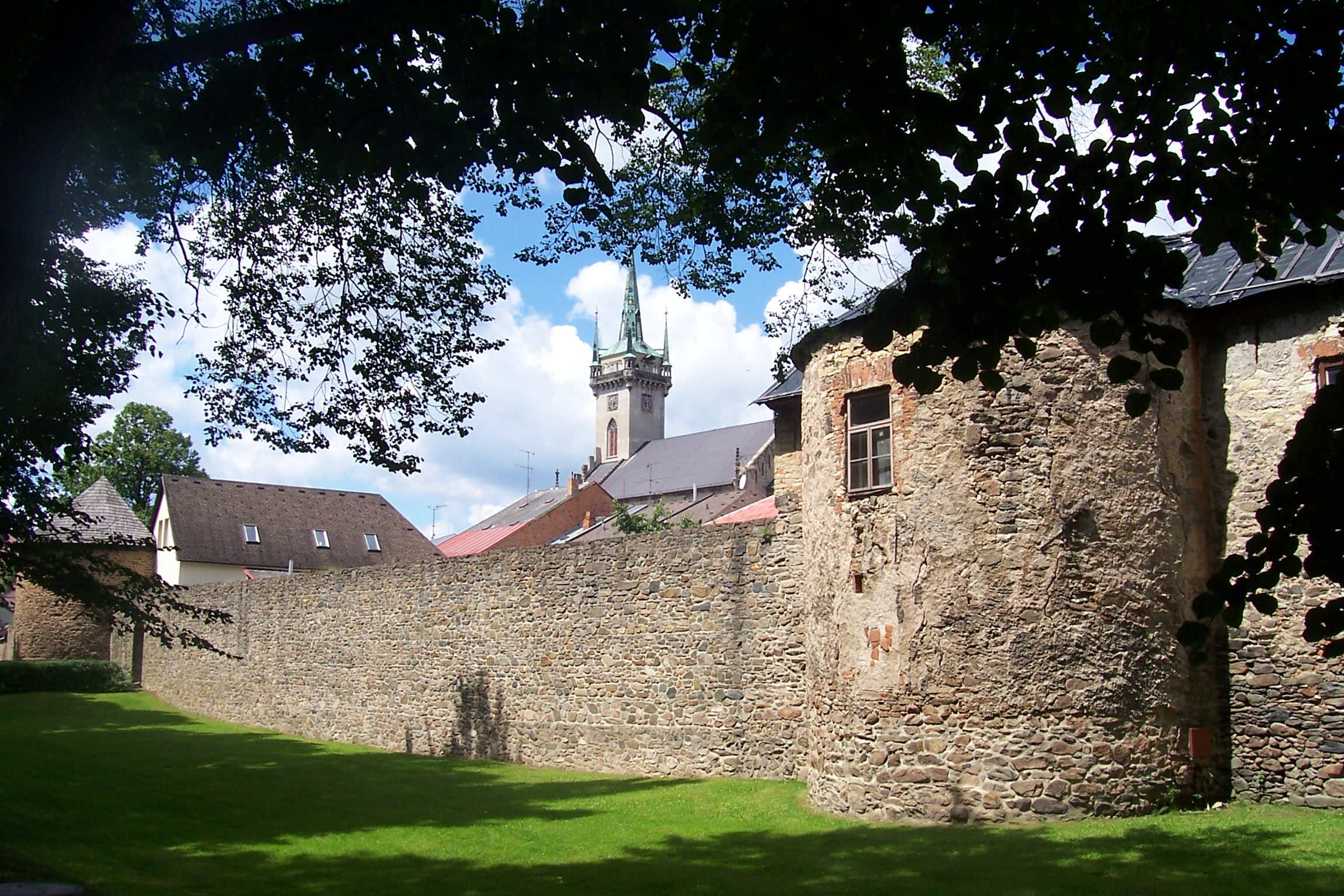
Stadtmauer

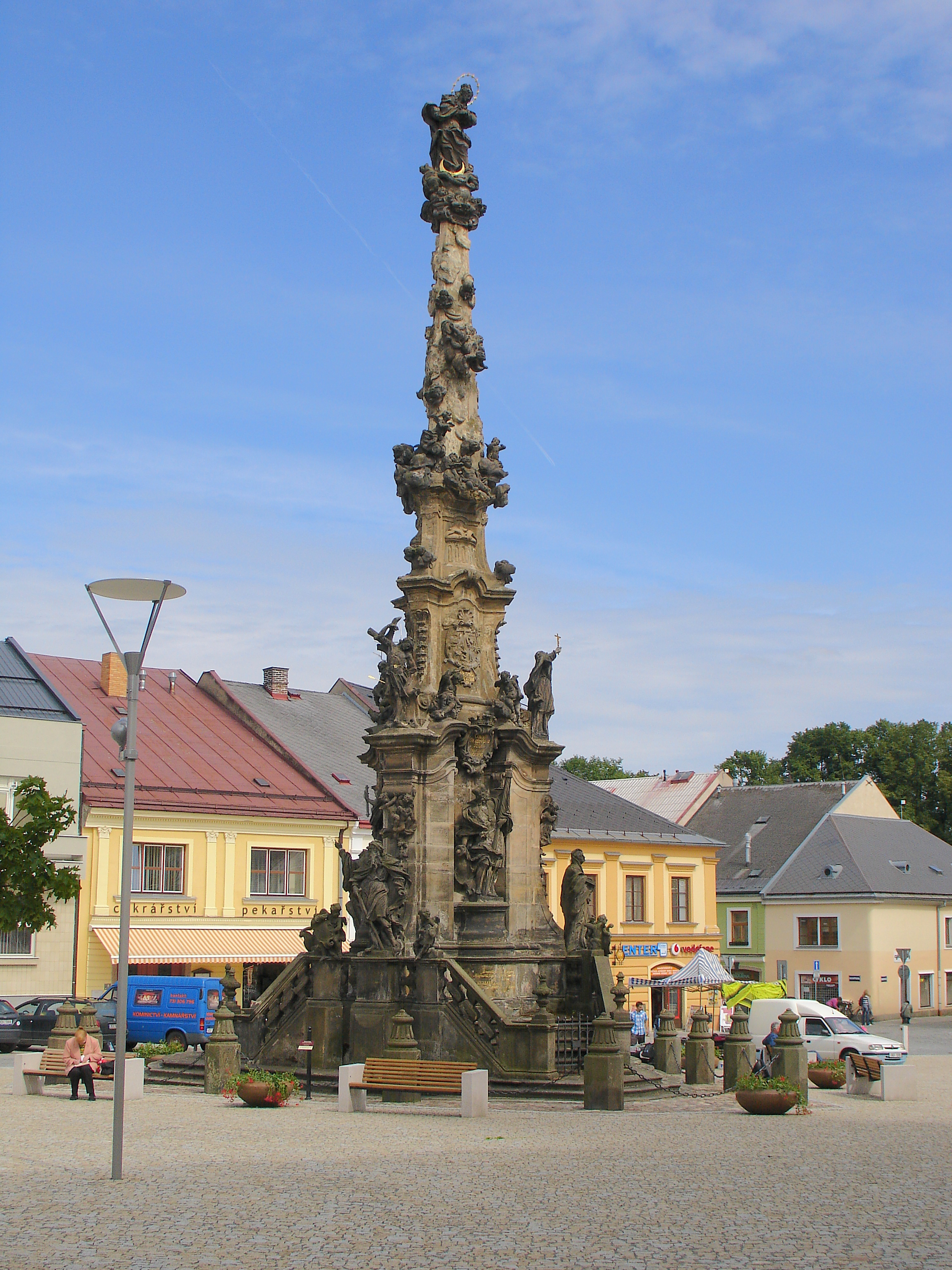
Mariensäule

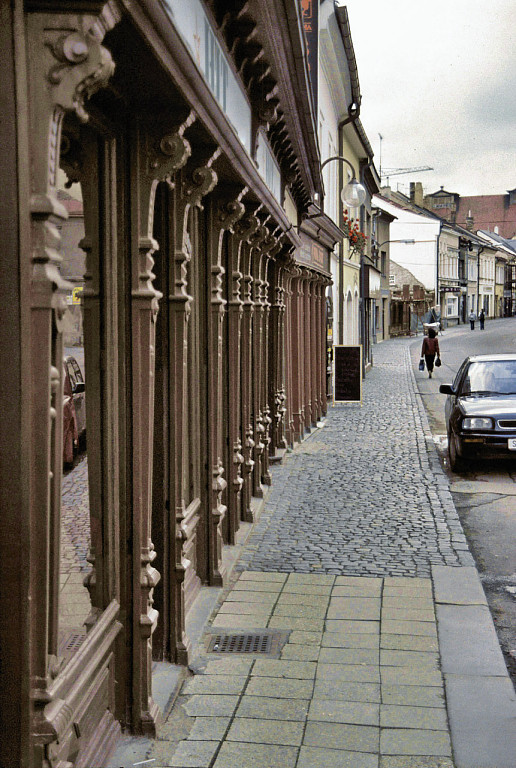
Ladenfassaden

- 1731 wurde die Mariensäule auf dem Marktplatz als Dank für die an der Stadt vorübergegangenen Pestepidemie errichtet, die auch als Pestsäule bezeichnet wird. Ihre architektonische Komposition geht wahrscheinlich auf den Architekten Franz Maximilian Kaňka zurück. Die Ausführung lag in den Händen von Georg Pacák. Auf einem dreieckigen Grundriss stehen im unteren Bereich die Figuren der hll. Josef, Anna, Joachim, Wenzel, Vitus, Florian, Sebastian, Karl Boromäus und Rochus. Gekrönt ist die Säule mit der Darstellung der Verkündigung, der Himmelfahrt und der Krönung der Jungfrau Maria. Den Abschluss bildet die Darstellung ihrer Erwählung (mit einer Aureole mit zwölf Sternen).
- Das Rathaus entstand an der Stelle eines gotischen Vorgängerbaus. Es weist ebenfalls auf Franz Maximilian Kaňka als geistigen Schöpfer hin. Es wurde 1739–1744 erneuert. Heute beherbergt es das städtische Museum.
- Die St.-Jakobs-Kirche wurde nach einem Brand im Jahre 1845 in den Jahren 1853–1865 im Stil der Neugotik errichtet. Im Kirchturm wurde eine Kammer für Feuerwächter ein; in dieser wurde 1890 der Komponist Bohuslav Martinů geboren.
- Bei Polička liegt die frühgotische Burg Svojanov, einst der romantische Sitz von Königin Kunigunde und des Witigonen Zawisch von Falkenstein.
- Die Ringbefestigung der Stadt ist durch fast sechs Meter dicke Basteien verstärkt; mit ihrer Länge von 1220 Metern gehört sie zu den am besten erhaltenen Stadtbefestigungen in Mitteleuropa.
- 80 geschnitzte klassizistische Ladenfassaden (Schaufenster und Eingänge), die wegen der Feinheit ihrer Verarbeitung und Vielfalt des Dekors einmalig in Böhmen und Mähren sind.

## Gemeindegliederung
Die Stadt Polička besteht aus den Ortsteilen Dolní Předměstí (Unter Vorstadt), Horní Předměstí (Ober Vorstadt), Polička-Město (Politschka), Lezník (Lesnik), Modřec (Riegersdorf) und Střítež (Stritesch).

## Söhne und Töchter der Stadt
- Ignaz Jacob Heger (1808–1854), Stenograph
- Bohuslav Martinů (1890–1959), Komponist
- Jiří Kyncl (1962–2022), Eisschnellläufer
- Martin Doktor (* 1974), Kanute
- Eliška Václavíková (* 1999), Biathletin